# علي مصطفى بغدادي
علي أحمد مصطفى بغدادي (4 ديسمبر 1922 - 22 يناير 2005) كان قائدًا للقوات الجوية المصرية من 22 يونيو 1969 إلى 23 أبريل 1972.

## روابط خارجية
- علي مصطفى بغدادي على موقع الاتحاد الدولي للسباحة (الإنجليزية)
- علي مصطفى بغدادي على موقع أوليمبيديا (الإنجليزية)